# Animal (chanson)
Pour les articles homonymes, voir Animal (homonymie).
Singles par R.I.O.
Turn This Club Around
(2011) Night Nurse
(2011)
Singles par U-Jean
Turn This Club Around
(2011)
Pistes de Turn This Club Around
Turn this Club Around
Animal est une chanson du groupe dance allemand R.I.O. sorti en 2011 sous le label Kontor Records, extrait de l'album Turn This Club Around on retrouve la participation vocale de U-Jean. Cette chanson est souvent comparée à la chanson Levels du DJ suédois Avicii sorti en 2011 également. La chanson a été écrite par Yann Peifer, Manuel Reuter, Andres Ballinas et produit par Yann Peifer, Manuel Reuter. Le clip vidéo sort le 29 novembre 2011.

## Liste des pistes
Téléchargement digital
1. Animal (Video Edit) – 3:32
2. Animal (Extended Mix) – 5:38
3. Animal (Spankers Edit) – 3:50
4. Animal (Spankers Remix) – 6:05

## Crédits et personnels
- Chanteur – R.I.O. et U-Jean
- Réalisateur artistiques – Yann Peifer, Manuel Reuter
- Parole – Yann Peifer, Manuel Reuter, Andres Ballinas
- Label: Kontor Records

## Classement par pays
| Classement (2011-2012)        | Meilleure position |
| ----------------------------- | ------------------ |
| Autriche (Ö3 Austria Top 40)  | 33                 |
| France (SNEP)                 | 111                |
| Allemagne (Media Control AG)  | 48                 |
| Pays-Bas (Nederlandse Top 40) | 26                 |
| Suisse (Schweizer Hitparade)  | 51                 |
| France (Club 40)              | 18                 |

## Historique de sortie
| Pays      | Date            | Format                 | Label          |
| --------- | --------------- | ---------------------- | -------------- |
| Allemagne | 2 décembre 2011 | Téléchargement digital | Kontor Records |